# Vaya con Dios (песня)
«Vaya con Dios» (с исп. — «Ступай с Богом») — американская эстрадная песня, написанная в 1953 году Ларри Расселлом, Инесом Джеймсом и Бадди Пеппером. Наибольшую популярность песня приобрела в одной из своих самых ранних версий в исполнении Леса Пола и Мэри Форд. Их версия была выпущена на сингле в июне 1953 года и 8 августа заняла 1-е место в американском хит-параде, которое она удерживала 11 недель.
Свои версии песни записывало множество исполнителей: Джин Отри, Чет Аткинс, Пэт Бун, Нат Кинг Коул, Бинг Кросби, The Drifters (1964), Чак Берри (1965), The McGuire Sisters (1966), Хулио Иглесиас и др.